# Fritz Dähn
Fritz Dähn (* 26. Januar 1908 in Heilbronn; † 16. September 1980 ebenda) war ein deutscher Maler und Rektor der Kunsthochschule Berlin-Weißensee.

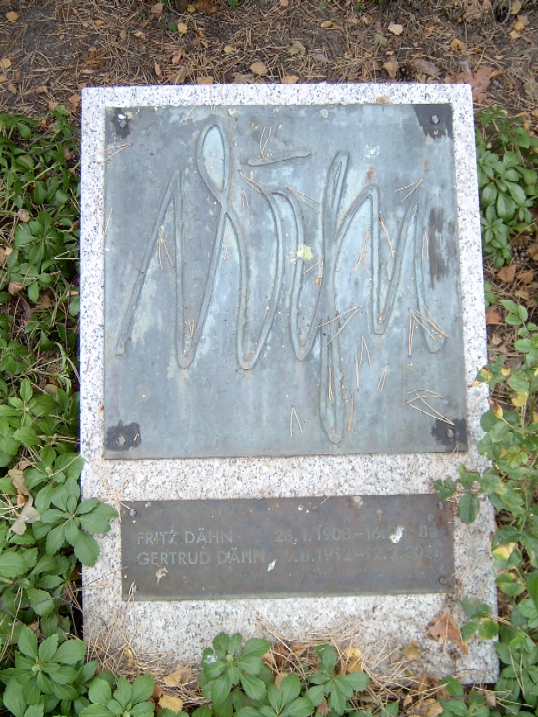
Grab von Fritz Dähn auf dem Friedhof Pankow III

## Leben
Fritz Dähn wurde 1908 als Sohn eines Autoschlossers geboren. Nach einer Lehre zum Schildermaler von 1922 bis 1925 und einer Ausbildung an der Kunstgewerbeschule Stuttgart bis 1926, unternahm Fritz Dähn bis 1930 Studienreisen nach München, Rom, Venedig und Hamburg. Von 1930 bis 1934 studierte er an der Kunstakademie Stuttgart bei Arno Waldschmit und Anton Kolig. In dieser Zeit wurde er Mitglied der 1929 gegründeten Stuttgarter Neue Sezession. 1934 gab er das Studium auf, da er nicht dem NS-Studentenbund beitreten wollte. Nach Bezug eines neuen Ateliers in Stuttgart gründete er eine private Zeichenschule. 1935/36 arbeitete Dähn als Bühnenbildner in Heilbronn. Während seines Kriegsdienstes in der Wehrmacht von 1940 bis 1945 als Meldegänger wurde er zweimal schwer verwundet und kam mit Lähmungen aus der amerikanischen Kriegsgefangenschaft zurück. Während des Krieges wurde sein Atelier in Stuttgart und damit fast sein gesamtes Frühwerk während eines Bombenangriffes zerstört.
Nach dem Zweiten Weltkrieg gehörte Dähn mit Hans Fähnle und Helmut Muehle zu den Wiederbegründern der Freien Kunstschule Stuttgart, an der er von 1946 bis 1948 unterrichtete. 1948 siedelte er nach Weimar über, trat in die SED ein und wurde zum ordentlichen Professor an die Hochschule für Baukunst und Bildende Kunst berufen. 1949 übernahm er das Rektorenamt. Nach der Neuausrichtung der Hochschule leitete er von 1950 bis 1953 die Hochschule für Bildende Künste Dresden. Von 1950 bis 1954 war er als Mitglied der SED-Fraktion Abgeordneter der Volkskammer der DDR. Am 31. August 1951 wurde er zum Mitglied der Staatlichen Kommission für Kunstangelegenheiten berufen.
1952 unternahm er Reisen in die UdSSR und 1953 nach China. Von 1952 bis 1955 war Fritz Dähn Vorsitzender des Verbandes Bildender Künstler der DDR und löste hier Otto Nagel ab. Zwischen 1956 und 1961 führte er die Zentralen Werkstätten in Berlin. Ab 1961 wurde er Professor für Tafelmalerei an der Kunsthochschule Berlin-Weißensee, deren Rektor er von 1961 bis 1968 war. In dieser Position wurde er durch den Maler Walter Womacka abgelöst.
Fritz Dähn starb 1980 bei einem Besuch seiner Heimatstadt Heilbronn. Die letzte Ruhe fand er 2001 auf einem Pankower Friedhof.

## Fotografische Darstellung Dähns
- Christian Borchert: Der Maler Fritz Dähn in seinem Atelier (1975)[2]
- Barbara Morgenstern: Fritz Dähn[3]

## Öffentliche Sammlungen mit Werken Dähns (unvollständig)
- Altenburg/Thür.: Lindenau-Museum
- Berlin: Nationalgalerie
- Dresden: Kupferstichkabinett

## Werke

### Tafelbilder
- Für das Leben – gegen den imperialistischen Krieg (1951, Öl)[4]
- Dresden, Brühlsche Terrasse (1952, Öl)[5]
- Mein Junge – ein Pionier (1953, Öl)[6]
- Prof. Rotmaler (um 1958, Öl)[7]
- Birnenpflücken (um 1958, Öl; 133 × 81 cm)[8]
- Bildnis Rainer Kerndl (1967, Öl auf Spanholz)[9]
- Porträt Baubrigadier Konrad Dorow (1977, Öl; auf der VIII. Kunstausstellung der DDR)[10]

### Druckgrafik
- Bildnis eines Arbeiters (Radierung, Kupferstichkabinett Dresden)[11]
- Industrielandschaft mit Kühltürmen „Schwarze Pumpe“ (1958, Radierung; Kupferstichkabinett Dresden)[12]
- Schreibender am Tisch (Chromolithographie)[13]

## Ausstellungen (unvollständig)
- 1934: München, Neue Pinakothek („Süddeutsche Kunst in München“)

- 1953 bis 1978: Dresden, Dritte Deutsche Kunstausstellung bis VIII. Kunstausstellung der DDR
- 1957: Gastausstellung der Deutschen Akademie der Künste, Berlin
- 1961: Neues Leben, Neue Kunst, Berlin
- 1968: Halle („Sieger der Geschichte“)
- 1965: Berlin-heute – Kunstausstellung, Neue Berliner Galerie
- 1969: Nationalgalerie Berlin
- 1970: Berlin („Auferstanden aus Ruinen“)
- 1974: Dresden, Kupferstichkabinett („Zeichnungen in der Kunst der DDR“)
- 1974–1975: Kunstausstellung der Hauptstadt der DDR, Ausstellungszentrum am Fernsehturm, Berlin
- 1976: Berlin, INTERGRAFIK
- 1978: Staatliches Museum Schwerin
- 1979: Berlin, Altes Museum („Weggefährden – Zeitgenossen“)

### Postum
- 1983: Kunstverein Heilbronn
- 1984: Berlin, Altes Museum („Alltag und Epoche“)
- 1986: Leipzig, Museum der Bildenden Künste („Worin unsere Stärke besteht“)
- 1989: Akademie der Künste, Berlin
- 2008: Fritz Dähn und seine Schüler, Kunstkaten Ahrenshoop – Fritz Dähn – René Graetz – Herbert Sandberg, Galerie Pohl Berlin, Fritz Dähn – Grafik, Kunsthochschule Berlin-Weißensee
- 2011: Fritz Dähn – Malerei und Grafik HELIOS-Galerie, HELIOS-Klinikum Berlin-Buch

## Auszeichnungen (Auswahl)
- 1958: Theodor-Fontane-Preis des Bezirks Potsdam für die Radierungen Schwarze Pumpe
- 1961 und 1968: Johannes-R.-Becher-Medaille
- 1962: Vaterländischer Verdienstorden in Bronze
- 1966: Käthe-Kollwitz-Preis der Akademie der Künste (Berlin)
- 1968: Vaterländischer Verdienstorden in Silber
- 1973: Banner der Arbeit
- 1977: Kurt-Schumacher-Gedächtnisplakette der Kunsthochschule Berlin-Weißensee
- 1978: Vaterländischer Verdienstorden in Gold
- 1980: Kunstpreis der DDR und Kunstpreis des FDGB